# Lac Lost (Californie)
Pour les articles homonymes, voir Lac Lost.
Le lac Lost (en anglais : Lost Lake) est un lac américain dans le comté de Mariposa, en Californie. Il est situé à 1 875 mètres d'altitude dans la Little Yosemite Valley. Il est protégé au sein de la Yosemite Wilderness, dans le parc national de Yosemite.